# Stephen Powelson
Stephen Powelson (vollständiger Name Stephen Van Nest Powelson, * 11. November 1917 in Syracuse, New York; † 26. Dezember 1994 in Kopenhagen) war ein US-amerikanischer Buchhalter und Rezitator der Ilias. Er trug ab den 1980er Jahren Abschnitte des Epos (auf Altgriechisch) aus dem Gedächtnis vor, dessen über 15.000 Verse er gegen Ende seines Lebens fast komplett beherrschte.

## Bildungs- und Berufsweg
Stephen Powelson besuchte die Phillips Academy in Andover (Massachusetts), wo er die erste Berührung mit den homerischen Epen hatte. Er schloss die High School als Jahrgangsbester ab und erhielt 1934 den Jacob Cooper National Greek Prize, der ihm ein Studium an der Harvard University ermöglichte. Im grundständigen Studium belegte Powelson noch einen Kurs zum griechischen Drama, der sein letzter Kontakt mit der antiken Literatur auf Jahrzehnte war. Nach dem Bachelorabschluss (A. B.) absolvierte Powelson ein Masterstudium an der New York University, das er 1940 mit dem Master of Business Administration (M. B. A.) abschloss.
Nach dem Studium arbeitete Powelson als Buchhalter in verschiedenen Beratungsfirmen, zuerst von 1940 bis 1947 bei Haskins & Sells in New York und Philadelphia, danach für ein Jahr (1947–1948) in der Stuttgarter Niederlassung von CARE International (als Auditor und Leiter der Einkaufsabteilung). Von 1948 bis 1956 war er Buchhalter (Controller) bei der europäischen Niederlassung der United States Agency for International Development, von 1956 bis 1958 Deputy Controller bei der Panama Canal Company. 1959 wechselte er als Leiter der internationalen Buchhaltung zu den American Standard Companies. Von 1971 bis 1973 war er Vizepräsident der europäischen Niederlassung der Alden self Transit Systems Corporation, von 1974 bis 1977 Auditor der Questor Corporation in Paris. Als die Firma ihre Pariser Niederlassung schloss, trat Powelson in den Ruhestand, den er in Les Loges-en-Josas bei Versailles verbrachte. Dort war er von 1980 bis 1990 Finanzdirektor bei der Al TassHeel Litijara Company.

## Ilias-Rezitationen
Im Ruhestand nahm Powelson das Studium der Ilias als Hobby wieder auf, nachdem er sie zuvor über 40 Jahre lang nicht gelesen hatte. Sein früherer Griechischlehrer in Andover, Allen Rogers Benner, hatte seinen Schülern damals Abschnitte der Ilias zum Auswendiglernen aufgegeben, 21 Verse in einer Woche. Powelson brachte diese Aufgabe in nur einer Stunde fertig.
Sein Entschluss, die ganze Ilias mit ihren über 15.000 Versen auswendig zu lernen, kam mit dem vorzeitigen Ruhestand 1977. Powelson verbrachte seitdem täglich eine Stunde damit, Partien der Ilias auswendig zu lernen. Dabei griff er auf verschiedene Methoden des Gedächtnistrainings zurück: Er las die Ilias-Gesänge einzeln aus der Loeb Classical Library laut vor und nahm sie auf Audiokassetten auf. Dann wiederholte er die Lektüre mehrmals, las kürzere Abschnitte solange, bis er sie mit geschlossenen Augen wiederholen konnte, und fuhr solange fort, bis er den ganzen Gesang aus dem Gedächtnis rezitieren konnte. Zur Festigung hörte er sich seine Tonaufnahmen an und suchte nach Assoziationen für bestimmte Abschnitte (beispielsweise ähnlich lautende englische Wörter, eigene Erinnerungen oder Gegenstände seiner Umgebung).
Ab den 1980er Jahren trug Powelson einzelne Ilias-Gesänge öffentlich vor, vor allem in Colleges und High Schools. 1983 rezitierte er den 9. Gesang (die Gesandtschaft des Odysseus, Phoinix und Aias bei Achilleus) am Classics Department der New York University; damals konnte er 15 der 24 Ilias-Gesänge (etwa 10.000 Verse) auswendig. 1994 unternahm Powelson ausgedehnte Vortragsreisen durch die USA und Europa. In der Regel bat er seine Gastgeber, sich am Vorabend der Rezitation einen bestimmten Gesang auszusuchen. Er beherrschte damals fast alle Gesänge (14.800 Verse) und trug bei seinen Vortragsabenden auch beliebige Partien auf Zuruf vor. Bevor er im Alter von 77 Jahren in Kopenhagen starb, eignete er sich gerade den 23. Gesang der Ilias an, den letzten noch fehlenden.